# ATP-toernooi van Long Island
Het ATP-toernooi van Long Island was een jaarlijks terugkerend tennistoernooi volgens het knock-outsysteem voor mannen dat werd georganiseerd onder auspiciën van het ATP in het Amerikaanse Long Island. Van 1981 tot 1990 werd er een klein exhibition-toernooi gespeeld met vier uitgenodigde spelers. Vanaf 1990 viel het toernooi onder de ATP. In 2004 werd het toernooi voor het laatst georganiseerd. Daarna werd het toernooi verplaatst naar New Haven.
In 1995 haalde de Nederlander Jan Siemerink de finale van het toernooi. Deze verloor hij echter met 7-6, 6-2 van de Rus Jevgeni Kafelnikov.

## Winnaars

### Enkelspel
| Datum | Naam                              | Cat.                     | Winnaar             | Verliezend finalist | Uitslag       | Details |
| ----- | --------------------------------- | ------------------------ | ------------------- | ------------------- | ------------- | ------- |
| 2004  | TD Waterhouse Cup                 | ATP International Series | Lleyton Hewitt      | Luis Horna          | 6-3, 6-1      | Details |
| 2003  | TD Waterhouse Cup                 | ATP International Series | Paradorn Srichaphan | James Blake         | 6-2, 6-4      | Details |
| 2002  | TD Waterhouse Cup                 | ATP International Series | Paradorn Srichaphan | Juan Ignacio Chela  | 5-7, 6-2, 6-2 | Details |
| 2001  | The Hamlet Cup                    | ATP International Series | Tommy Haas          | Pete Sampras        | 6-3, 3-6, 6-2 | Details |
| 2000  | Waldbaum's Hamlet Cup             | ATP International Series | Magnus Norman       | Thomas Enqvist      | 6-3, 5-7, 7-5 | Details |
| 1999  | Waldbaum's Hamlet Cup             | ATP International Series | Magnus Norman       | Àlex Corretja       | 7-6, 4-6, 6-3 | Details |
| 1998  | Waldbaum's Hamlet Cup             | ATP International Series | Patrick Rafter      | Felix Mantilla      | 7-6, 6-2      | Details |
| 1997  | Waldbaum's Hamlet Cup             | ATP World Series         | Carlos Moyà         | Patrick Rafter      | 6-4, 7-6      | Details |
| 1996  | Waldbaum's Hamlet Cup             | ATP World Series         | Andrej Medvedev     | Martin Damm         | 7-5, 6-3      | Details |
| 1995  | Waldbaum's Hamlet Cup             | ATP World Series         | Jevgeni Kafelnikov  | Jan Siemerink       | 7-6, 6-2      | Details |
| 1994  | Waldbaum's Hamlet Cup             | ATP World Series         | Jevgeni Kafelnikov  | Cédric Pioline      | 5-7, 6-1, 6-2 | Details |
| 1993  | Waldbaum's Hamlet Cup             | ATP World Series         | Marc Rosset         | Michael Chang       | 6-4, 3-6, 6-1 | Details |
| 1992  | Waldbaum's Hamlet Cup             | ATP World Series         | Petr Korda          | Ivan Lendl          | 6-2, 6-2      | Details |
| 1991  | Norstar Bank Hamlet Challenge Cup | ATP World Series         | Ivan Lendl          | Stefan Edberg       | 6-3, 6-2      | Details |
| 1990  | Norstar Bank Hamlet Challenge Cup | ATP World Series         | Stefan Edberg       | Goran Ivanišević    | 7-6, 6-3      | Details |